# ۳۵۵ (فیلم)
۳۵۵ (انگلیسی: 355) یک فیلم اکشن و جاسوسی آمریکایی محصول سال ۲۰۲۲ به کارگردانی سیمون کینبرگ بر اساس فیلمنامه‌ای از ترزا ربک و کینبرگ است. در این فیلم جسیکا چستین، پنه‌لوپه کروز، فن بینگ‌بینگ، دیانه کروگر و لوپیتا نیونگو به عنوان گروهی از جاسوسان بین‌المللی که باید با هم همکاری کنند تا یک سازمان تروریستی را از شروع جنگ جهانی سوم بازدارند. ادگار رامیرس و سباستین استن نیز در این فیلم بازی می‌کنند. این عنوان از مامور ۳۵۵ گرفته شده‌است، نام رمز یک جاسوس زن برای میهن‌پرستان در طول انقلاب آمریکا.
فیلمبرداری در پاریس و لندن از ژوئن تا سپتامبر ۲۰۱۹ انجام شد. این فیلم در ۷ ژانویه ۲۰۲۲ در ایالات متحده اکران شد. عموماً نقدهای منفی منتقدان و بازخوردهای بالایی از تماشاگران دریافت کرد، این فیلم کمتر از حد انتظار اجرا شد. تنها ۲۸ میلیون دلار در سرتاسر جهان در مقابل بودجه ۴۰ تا ۷۵ میلیون دلاری خود به دست آورده‌است.

## داستان
فیلم ۳۵۵ داستان یک گروه از بهترین مأموران زن را که در آژانس‌های دولتی سرتاسر دنیا فعالیت دارند، حکایت می‌کند. این مأموران زن در تلاش هستند تا مقابل یک سازمان بایستند و اقدامات آن‌ها را برای به دست آوردن یک سلاح مرگبار، متوقف کنند. این سازمان شرور قصد دارد که با استفاده از این سلاح مرگبار جهان را به آشوب بکشد. عنوان فیلم از یکی از اولین جاسوس‌های ایالات متحده گرفته شده‌است که در طی جریان انقلاب آمریکا فعالیت می‌کرد. جالب است بدانید که این جاسوس هم یک زن بود. به‌همین ترتیب مأمور ۳۵۵ تبدیل به یک واژه عامیانه برای تمام افرادی که در سازمان سیا کار می‌کردند، شد تا یک جاسوس زن را مورد خطاب قرار دهند.